# تمييز ضد الصم
يشمل مصطلح التمييز ضد الصم مجموعةٌ من المعتقدات نذكر منها أولًا تفوّق الأشخاص القادرين على السمع على الأشخاص الصم. ثانيًا، يجب أن يُشفق على الأشخاص الصم بسبب حياتهم البائسة. ثالثًا، يجب أن يصبح الأشخاص الصم كالأشخاص الذي يسمعون بأسرع وقت ممكن وتجنبهم للغات الإشارة.
ابتكر توم هومفريز هذا المصطلح في أطروحة الدكتوراه الخاصة به في عام 1975 لكنه لم يبدأ في استخدامه بشكلٍ علني حتى استخدمه هارلان لاين في كتاباته. طبّق هومفريز في الأصل هذا المصطلح على المواقف والممارسات الفردية، في حين قام لاين بتوسيع نطاق المصطلح ليشمل قمع الأشخاص الصم.

## أنواع التمييز ضد الصم
يمكن أن يحدث تمييزالأشخاص الصم من خلال حظر استخدام لغات الإشارة. تشارك العديد من المدارس في جميع أنحاء العالم في مثل هذا الحظر ويستمر الكثيرون في القيام بذلك. يوجد تمييزالأشخاص الصم في المؤسسات التعليمية وفي المؤسسات والشركات الأخرى التي تتعامل مع الصم. في هذه الحالات، يُعتقد أن المعلمين والإداريين والمهنيين داخل هذه المنظمات يتصرفون بطريقة تهدف إلى السيطرة أو تهميش مجتمع الصم.
يفضل الإدراك اللاشعوري ما هو طبيعي للناس الطبيعيين. يحدّ هذا الشيء من ثقافة الصم من خلال خلق بيئة يجب على الأشخاص الصم فيها الالتزام بوسائل الناس الطبيعيين. يؤثر هذا الشيء بشكلٍ كبيرعلى تعليم الصم من حيث إلغاء لغات الإشارة لصالح التواصل القائم على اللغات المنطوقة وأكثر قبولًا للأشخاص السليمين.
يمكن للأشخاص الصم ممارسة أشكال التحيّز ضد أعضاء مجتمعهم بناءً على ما يعتقدون أنه سلوك مقبول أو استخدام اللغة أو الارتباط الاجتماعي. استكشفت الدكتورة جيني جيرتز أمثلة على هذا النمط من التحيّز في المجتمع الأمريكي في أطروحتها المنشورة. يمكن أن يحدث التمييز أيضًا بين مجموعات من الصم وذلك مع بعض ممن يختارون عدم استخدام لغة الإشارة وعدم التعرُّف على ثقافة الصم باعتبارهم متفوقين على أولئك الذين يستخدمون لغة الإشارة أو أعضاء مجتمع الصم الذين يؤكدون تفوقهم على الأشخاص الصم الذين يستخدمون الاستماع واللغة المحكية للتواصل.
التمييز النشط للصم هو عندما ينخرط الشخص بشكلٍ تام في سلوكيات التحيّز ضد الذين يعانون من الصمم. يرفض الشخص آثار التمييز، ومع ذلك لا يزال يشارك في هذا السلوك. يُعتبر التحيّز السلبي ضد الصم هو عندما يشترك الشخص في سلوك يتعلّق بالتمييز ضدهم، ومع ذلك لا يملك معرفة بقيم مجتمع الصم. لا يفكر المعتنقون لمبدأ تمييز الصم في كيفية تأثير أفعالهم أو كلماتهم على الأشخاص الصم أو الاستماع إلى الأفراد أو لغة الإشارة.

## تاريخ
جرّب مجتمع الصم المبادئ والأفكار الكامنة وراء التحيّز ضد الأشخاص الصم منذ قرون عديدة، ولكن مصطلح «تمييز الصم» وُجِد أولًا في عام 1975 من قبل الباحث الأصم توم هومفريز في مقاله غير المنشور. حدد هومفريز في الأصل هذا المصطلح بأنه «الفكرة القائلة بتفوّق المرء على أساس قدرته على السمع أو التصرف بطريقة الشخص الذي يسمع».
حاول علماء آخرون منذ ذلك الحين مثل هارلان لاين في كتابه بعنوان «قناع الخير» التوسع أكثر في تعريف هومفريز ليشمل مستويات مختلفة من هذا النوع من التمييز مثل الفردية والمؤسساتية والميتافيزيقية حيث أن تعريف هومفريز يشمل فقط التحيّز الشخصي ضد الصم والذي يتضمن نكات الصم وجرائم الكراهية.
على الرغم من الجهود التي يبذلها الباحثون لدمج كل جوانب تمييز الصم، إلا أن هناك جانبًا هامًا آخر من جوانبه. لاحظ الباحثون أن الصم الذين يستخدمون صوتهم لديهم حقوق اجتماعية أكثر من أولئك الصم الذين لم يكن لديهم القدرة على الكلام.
في محاولة لقياس هذه العلاقة، أظهر باومان مفهوم التمركز الصوتي الذي اقترحه جاك دريدا (تفوق الكلام وقمع أشكال التواصل غير الصوتية) ثم طور المصطلح إلى «التحيّز الميتافيزيقي ضد الصم». يشير هذا المصطلح إلى فكرة أن اللغة هي عامل مميز في ما يجعلنا بشرًا.

## أصول تمييز الصم
انعكست بذور تمييز الأشخاص الصم في عدم وجود توثيق مبكر وسوء فهم للصم ولغتهم. يمكن تقديم أدلة محدودة حول معاملة الأفراد الصم من الحضارات القديمة. ومع ذلك، إن الوثائق المقدمة تظهر مقاومة تجاه الأشخاص الصم كجزء فعال في المجتمع. أظهرالنقد الشعري لأرسطو إلى أن أولئك الذين يطلق عليهم «عاجزون» سيُقتلون من أجل صالح بقية المجتمع. خلال فترة عصر النهضة، شكلت الجهود المبذولة لتعليم الأفراد الصم مضاعفاتٍ بسبب عدم معرفة القراءة والكتابة عند الغالبية العظمى من المجتمع.

## تمييز الصم في النظام التعليمي
شكلت الأيديولوجيات الخاصة بهذا النوع من التمييز منهاجًا لتعليم الصم، وبسبب أن الصم يمثلون 1٪ من السكان، فإن المعلمين أقل استعدادًا للعمل مع احتياجات الطلاب الصم أو ضعاف السمع. في الولايات المتحدة الأمريكية، يسمح قانون تعليم الأفراد ذوي الإعاقة (IDEA) وقانون التعليم لجميع الأطفال المعاقين (EAHCA) للأطفال الصم بالمشاركة بسهولة أكبر في عملية التعليم إذا اختارت عائلاتهم ذلك.
توفِّر هذه الأعمال سياساتٍ تعليمية تعزز تكامل الأفراد الصم في المجتمع السمعي حيث استُبدلت اللغات المدخلة بشكلٍ عام باللغة الإنجليزية المشفّرة يدويًا كطريقة للتواصل ووُضع الطلاب الصم أو ضعاف السمع مع الطلاب القادرين على السمع على أمل أن يؤدي ذلك إلى تطوير عملية التكلّم والنطق.

## تمييز الصم في النظام القانوني
أدى عدم الوصول إلى التواصل في تجارب الأفراد الصم إلى نشوء غموض في العوامل بما في ذلك خطأ المترجم وخطأ مزود الخدمة والتفسير غير المشروط وكل ذلك يسهم في عدم فهم أو سوء فهم من قبل القاضي وأعضاء هيئة المحلّفين بشكلٍ عام.
أدت هذه العوامل أيضًا إلى صدور أحكامٍ غير قانونية في بعض القضايا الجنائية. يتطلب قانون الأمريكيين ذوي الإعاقة (ADA) أن يُمنح الأفراد الصم إمكانية الوصول على قدم المساواة في قاعة المحكمة من خلال وجود مترجم مؤهل يوضّح لهم ما يُقال. يضع القانون إرشادات أكثر صرامة للمترجمين الموظّفين بهدف تقليل عدد الأخطاء في قاعة المحكمة.

## تمييز الصم في اللغويات
يمكن أن يرتبط هذا التمييز ارتباطًا وثيقًا بالمصطلح اللغوي أو الإيديولوجيات التي ترتبط بالطريقة التي تُسهّل بها تنظيم المؤسسة لصالح ثقافة مهيمنة من خلال أساسيات اللغة. يبرز علم اللغة اللغة المحكية لتكون جزءًا من الثقافة السائدة وأدخلت لغات لتكون من ثقافة الأقلية، وتوسعت بحجّة أن أولئك الذين يستخدمون اللغة المحكية يتم تزويدهم بموارد اقتصادية واجتماعية وسياسية يسهل الوصول إليها مما يمنحهم ميزة على أولئك الذين يستخدمون اللغات المدخلة.
يرتبط تمييز الصم بقيم تأويل الصوت والكلام في تعريف اللغويات. حُدِّدت المصطلحات اللغوية من خلال المنهجيات التي تعتمد على الصوت، على سبيل المثال فشل مفهوم الخطية في اللغات المحكية في التعرّف على التراكيب النحوية للغات المرئية اليدوية-الحركية.
بالإضافة إلى ذلك، قرر علماء اللغة في أوائل القرن العشرين أن اللغويين الذين لا يملكون لغةً قائمة على الصوت لا يمتلكون أي قدرة على فهم اللغة في حين أن آخرين يستخدمون لغة الإشارة الرومانسية أو يعتقدون أنها بدائية. ومع ذلك، فإن اللغويين الإضافيين يجادلون في أن هذه المطالبة تقلل من التقدم في دراسات الصم والاعتراف باللغات المُدخلة كجزء من المعجم اللغوي.
كان هناك جدل منذ عدة قرون حول ما إذا كانت النظرية اللغوية تنتمي إلى اللغات المدخلة. لم يكن الأمر كذلك حتى طعن وليام ستوكوي في هذه الحجة ووجد أدلة هيكلية تربط بين اللغة المدخلة والقواعد اللغوية التي اعتُرف بها في نهاية المطاف بأنهت لغة أساسية. لا يزال بعض هؤلاء المشرّعين والمعلمين يعترضون على هذه الإدعاءات بسبب عدم القدرة على التعرف على قواعد اللغات البصرية والمفاهيم الخاطئة عن أصولهم خارج اللغات التي تعتمد على الصوت أو الكلام.